# Walencja (prowincja)
Prowincja Walencja (hiszp. Provincia de Valencia; walencki València) – prowincja we wspólnocie autonomicznej o tej samej nazwie w Hiszpanii. Graniczy z prowincjami: Castellón i Teruel od północy, Cuenca i Albacete od zachodu i Alicante od południa. Od wschodu prowincję Walencji oblewa Morze Śródziemne. Stolicą prowincji jest miasto Walencja. 

## Podział administracyjny
W skład prowincji wchodzą następujące comarki:
- Campo de Turia
- Campo de Morvedre
- La Canal de Navarrés
- Costera
- Hoya de Buñol
- Huerta de Valencia
  - Walencja
  - Huerta Norte
  - Huerta Oeste
  - Huerta Sur
- Requena-Utiel
- Rincón de Ademuz
- La Ribera Alta
- La Ribera Baja
- La Safor
- Los Serranos
- Valle de Albaida
- Valle de Cofrentes